# Елисейский парк (Лос-Анджелес)
Элизиан-парк — район в центре Лос-Анджелеса, Калифорния, США. Городской парк, Элизиан-парк и стадион «Доджер» находятся в пределах района, а также католическая средняя школа для мальчиков и начальная школа.

## История

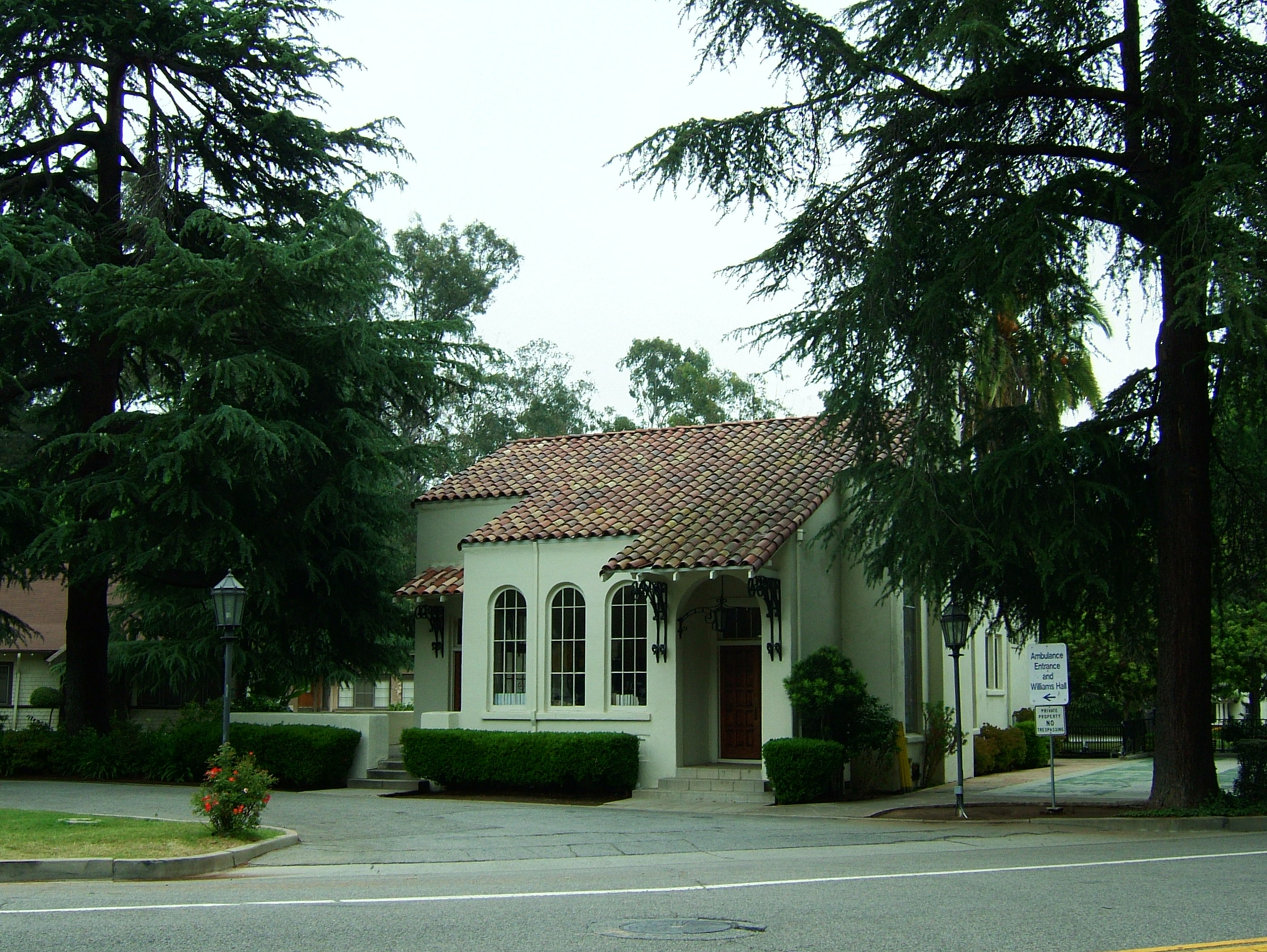
Историческая респираторная больница Барлоу впервые открылась в 1902 году.

2 августа 1769 года экспедиция Портола (первые европейцы, посетившие внутренние районы Калифорнии) разбила лагерь недалеко от реки Лос-Анджелес, недалеко от того места, где сейчас находится юго-восточный угол городского парка. Историческая достопримечательность Калифорнии № 655 (кемпинг Portolá Trail) находится у входа в парк на Мидоу-роуд.

## География
Согласно картографическому проекту Лос-Анджелес Таймс, район Элизиан-парк окружен с севера и северо-востока Элизиан-Вэлли, с востока Линкольн-Хайтс, с юго-востока и юга Чайнатауном, а с юго-запада, запада и северо-запада Эхо-парком. Улицей и другими границами являются: северная вершина на съезде 138 с автострады Голден Стэйт, далее на юго-восток вдоль автострады, на юг вдоль реки Лос-Анджелес, на запад вдоль Северного Бродвея, на северо-запад вдоль Стэдиум-уэй, Академи-роуд и на север вдоль Элизиан-Парк-драйв.

## Демография

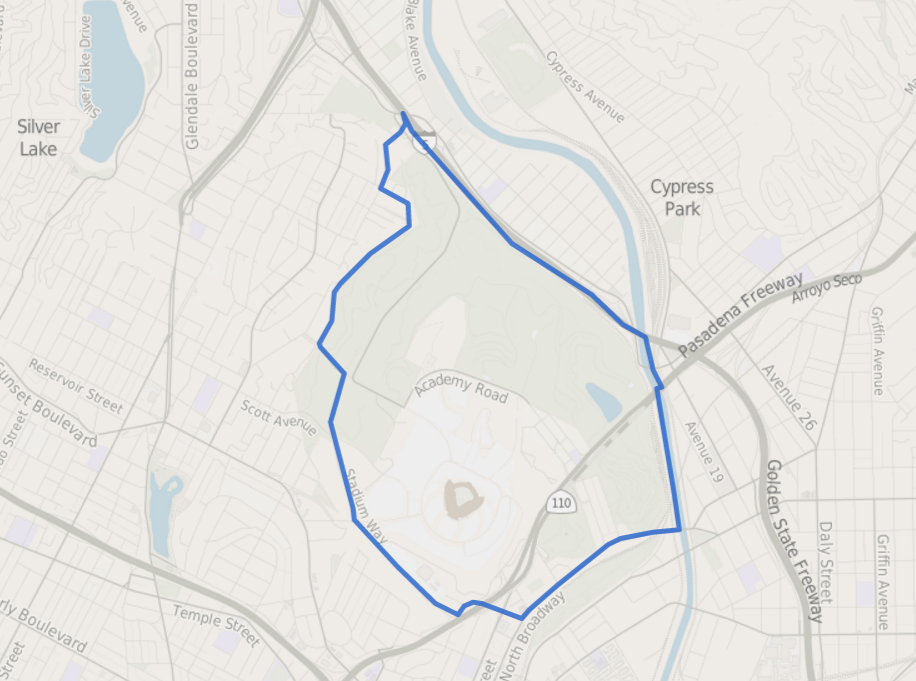
Границы района Элизиан-Парк

Перепись населения района Элизиан—парк в США в 2000 году насчитала 2530 жителей на площади 1,65 квадратных миль, включая все земли городского парка, а также стадион «Доджер» — в среднем 1538 человек на квадратную милю, что является одной из самых низких плотностей населения в округе Лос-Анджелес. По оценкам города, в 2008 году население увеличилось до 2659 человек. Средний возраст жителей составил 31 год, что примерно соответствует среднему показателю для Лос-Анджелеса; процент жителей в возрасте от 11 до 18 лет был одним из самых высоких в округе.
Район отличался умеренным этническим разнообразием. Распределение было следующим: латиноамериканцы — 47,6 %; азиаты — 43,4 %; белые — 3,1 %; чернокожие — 2,1 % и другие — 3,7 %. Китай (32,3 %) и Мексика (27,3 %) были наиболее распространенными местами рождения для 54,4 % жителей, родившихся за границей, что является высоким показателем по сравнению с остальной частью города.
Средний годовой доход домохозяйства в долларах 2008 года составлял 28 263 доллара, что является низким показателем для Лос-Анджелеса; высокий процент домохозяйств имел доход в размере 20 000 долларов или меньше. Средний размер домохозяйства в 3,1 человека был высоким для города Лос-Анджелес. Арендаторы занимали 81,9 % жилого фонда, а владельцы домов или квартир — 18,1 %.

## Образование
К 2000 году тринадцать процентов жителей района в возрасте 25 лет и старше получили четырехлетнее высшее образование, что является средним показателем по городу.
В границах района Элизиан-парк действуют следующие школы:
- Соборная средняя школа, частная, Бишопс-роуд, 1253. Она была основана архиепископом Джоном Джозефом Кантуэллом как первая средняя школа архиепархии Лос-Анджелеса для мальчиков осенью 1925 года. Братья-христиане управляли школой с момента ее открытия. В 1984 году он был объявлен историко-культурным памятником Лос-Анджелеса под номером 281.

- Начальная школа на Солано-авеню, Лос-Анджелес, Солано-авеню, 615. В 1955 году школа, в которой тогда обучалось 230 учеников, была удостоена одной из 221 школы, получившей награду «Выдающаяся школа Калифорнии».[2] Газета Los Angeles Times сообщила, что:

 В начальной школе на Солано-авеню все сделано правильно. Родители вносят свой вклад, учителя остаются на долгие годы, дети учатся, а окружающее сообщество считает это своим. Кампус — предмет гордости — здесь нет проблем с граффити или мусором.
 Директор школы Джон Столл отметил, что почти половина детей, начавших ходить в школу с ограниченным знанием английского языка, выросли в семьях, где говорили на испанском или кантонском диалекте. Школа была «усыновлена» «Лос-Анджелес Доджерс» в 1980 году и была известна тем, что отправляла студенческий хор на стадион «Доджер», чтобы спеть национальный гимн перед игрой. Традиция Солано проводить кульминационные церемонии на стадионе «Доджер». Класс 2001 года, однако, не имел такой привилегии.

## Парк
Парк является одним из крупнейших в Лос-Анджелесе и занимает площадь в 600 акров (2,4 км2). Это также старейший парк города, основанный в 1886 году постановлением о создании Елисейского парка. Здесь проходили соревнования по стрельбе, а также стрелковая часть соревнований по современному пятиборью на летних Олимпийских играх 1932 года. В 1964 году был основан Гражданский комитет по спасению Элизиан-парка, чтобы помешать городу Лос-Анджелес построить муниципальный конференц-центр на 62 акрах (250 000 м2) парковой земли.
В 1968 году здесь проходил хипповский «Love-in».

## Туннели на улице Фигероа
Туннели на Фигероа-стрит проходят через парк в северном направлении по шоссе штата 110 (автострада Пасадена).

## Каньон Солано
Каньон Солано — это каньон в пределах Элизиан-парка, а также название жилого района на южной оконечности района Элизиан-парк, непосредственно к северу от государственного исторического парка Лос-Анджелеса. Район разделен пополам у южной оконечности бульваром Арройо Секо и граничит с Чайнатауном.
Каньон Солано также был старым названием ущелья на Голливудских холмах, которое позже было названо каньоном Раньон.